# Horace Lloyd
Pour les articles homonymes, voir Lloyd.
Horace Watson Lloyd (16 août 1828 – 30 mars 1874) est un avocat anglais.

## Biographie
Horace Lloyd est le fils de l’avocat et député John Horatio Lloyd (1798-1884) et de Caroline Holland Watson.
Il étudie à l'University College de Londres et au Gonville and Caius College de Cambridge. Il est admis au barreau du Middle Temple en 1852. Il exerce au 11 King's Bench Walk à Londres. Il est nommé Conseiller de la reine le 21 février 1868.
Il fait partie de l’entourage du prince de Galles. Il y développe une réputation de jouisseur, pouvant « affronter n'importe quel expert dans l'un des trois jeux, échecs, billard et whist, et le battre dans deux des trois ».
En 1873, il est reconnu coupable d'agression contre John Henry Champion Coles à Cookham, Berkshire.
Il meurt le 30 mars 1874 d’une maladie pulmonaire. Le dimanche 5 avril 1874, The Era annonce son décès dans sa chronique consacrée à la franc-maçonnerie : « Le décès du frère Horace Lloyd est survenu lundi dernier en sa résidence de Kensington, à l'âge de quarante-six ans. Il avait longtemps été un franc-maçon éminent et avait pris une part importante dans les affaires du Compagnonnage... ». Il lègue à son épouse la somme de £12,000.

## Famille
Le 28 août 1855, Horace Lloyd épouse en l'église St-Peter à Dublin sa cousine Adelaide Barbara Atkinson (1838-1921), fille de John Atkinson, capitaine de Dublin avec le 6ème bataillon des Rifles puis receveur-général de la Poste centrale, et de Mary Hemphill, sœur du premier Baron Hemphill, sergent et conseiller de la Reine, Charles Hare. Ils ont deux enfants : Otho (10 novembre 1856) et Constance (2 janvier 1858). Horace est un père absent et Adelaide une mère violente. Otho les décrit comme « les deux natures les plus égoïstes et égocentriques [qui soient] ».
Selon Otho et Constance, leur père Horace aurait au moins un fils illégitime. En effet, Constance est témoin d’une dispute avec une ancienne maîtresse d’Horace venue présenter un enfant dans la demeure du grand-père John Horatio.
Par Otho, Horace est le grand-père du peintre Otho Lloyd et du poète et boxeur Fabian Avenarius Lloyd dit Arthur Cravan, époux de Mina Loy.
Par Constance, épouse d’Oscar Wilde, Horace est le grand-père du capitaine Cyril Holland et de l’écrivain et traducteur Vyvyan Holland, et l’arrière-grand-père de l’écrivain et éditeur Merlin Holland.

## Fiction
Dans la pièce La Chute secrète de Constance Wilde de Thomas Kilroy, Constance explique à Oscar que son père Horace a été arrêté pour outrage à la pudeur dans les jardins de Temple, pour exhibitionnisme devant des nourrices qui se promenaient avec leurs poussettes. Cette anecdote est vraie, mais elle concerne John Horatio Lloyd, le père d'Horace.